# Brunoro II Zampeschi
Brunoro II Zampeschi (Forlì, luglio 1540 – Forlimpopoli, maggio 1578) è stato uomo d'arme, capitano di ventura, Principe, Conte, Governatore di Crema e della Dalmazia, Dux (Duca) e Governatore Plenipotenziario di Candia, Signore Sovrano e Vicario Pontificio Perpetuo di Forlimpopoli, Signore di Giovedia, di San Mauro e di Tomba.

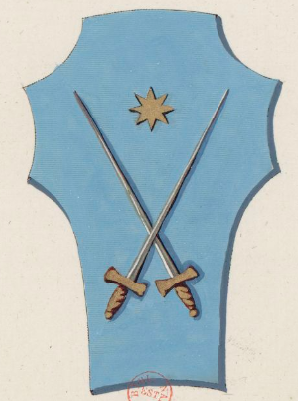
Stemma della famiglia Zampeschi

Figlio di Antonello I Zampeschi, ne calcò le gesta e ne ampliò la portata divenendo signore illuminato, poeta ed amante dell'arte. Giovanissimo, sposò la principessa Battistina, della famiglia Savelli di Roma.

## Biografia
Si diede ben presto all'avventura tanto che nel 1552 fu arrestato a Forlì dal cardinal legato di Romagna Girolamo Capoferro e liberato solo quando la matrigna consegnò al pontefice la rocca di Forlimpopoli. Fu in seguito papa Giulio III a reintegrarlo dei suoi possedimenti e a riabilitarlo.
Il 1556 ebbe inizio la sua carriera di condottiero combattendo a fianco del papato contro i Bagno. In nome di Paolo IV, Brunoro toglie a Giovan Francesco da Bagno i castelli di Gatteo, Ghiaggiolo e Montebello, distinguendosi così presso la Santa Sede. Nel marzo dello stesso anno si trova impegnato nel Lazio difendendo Roma dagli attacchi del Duca d'Alba, infine si trasferisce negli Abruzzi a supporto delle truppe francesi del duca di Guisa.
Nel 1559 risiede a Forlimpopoli, e si avvicina all'arte.
Ma il richiamo delle armi fu forte e nel 1562 parte per Crema, in veste di capitano del cavalleggeri di Venezia.
Nel 1564 rientra in Romagna dove si dedica alla gestione dei suoi fondi, ma l'inattività dura ben poco: nel 1568 parte per la Francia dove, per sostenere il Duca Emanuele Filiberto di Savoia, combatte contro gli ugonotti, coadiuvando le truppe di re Carlo IX. È in questa occasione che è insignito dell'Ordine di San Michele.
Nel luglio dello stesso anno invia in Francia il proprio luogotenente mentre egli prende parte agli scontri con l'Impero ottomano affiancando le truppe veneziane. Combatte in Croazia, Friuli e Veneto, viene trasferito in Dalmazia al comando di 225 fanti. Richiamato in Friuli, viene nominato governatore generale. Rende possibile la ricostruzione delle mura di Udine, rafforzando le difese in Monfalcone e Cividale. Quando l'avanzata dei turchi raggiunge Cattaro viene chiamato a Venezia per presiedere le difese della città, edificando un forte nel porto di Malamocco. La campagna veneziana termina raccogliendo 3000 fanti per la difesa di Cipro, sempre contro gli Ottomani.
Nel 1573 abbandona le armi e rientra nei suoi possedimenti. Ma nell'agosto lo troviamo ad Urbino al fianco del duca Guidobaldo della Rovere, intento a sedare i tumulti che scuotevano la città. 
Nel settembre del 1573 s'imbarca per un lungo viaggio a capo di 2000 fanti dal porto di Ancona. Raggiunge la Candia divenendone governatore-plenipotenziario. Qui si impegna in una meticolosa opera di ispezione delle difese dell'isola migliorandone l'efficacia e costituendo una Milizia dei Cavalieri di Candia.
Nel giugno del 1577 rientra in Romagna, date le precarie condizioni di salute. Coltiva la passione della poesia ma a soli 37 anni nel maggio del 1578 trova la morte. Viene sepolto a Forlimpopoli nella Basilica di San Rufillo, nel sarcofago monumentale fatto costruire dalla moglie, la principessa Battistina Savelli. Non lascia eredi.
La successione della famiglia è rappresentata dal figlio di Antonello I Zampeschi, Organtino Gamorano (o Gammarano).
Brunoro Zampeschi è il dedicatario di diverse opere artistiche; il poeta Torquato Tasso gli dedicò un sonetto inserito nella sezione conclusiva della prima parte delle Rime mentre il compositore Giovan Leonardo Primavera Il primo e secondo libro di madrigali a 5 e 6 voci dato alle stampe a Venezia nel 1565.

## Opere
- L'innamorato, Bologna, 1565.